# 피터 올라잉카
피터 올라잉카 올라데지(영어: Peter Olayinka Oladeji, 1995년 11월 18일 ~ )는 나이지리아의 프로 축구 선수로 세르비아 클럽 즈베즈다와 나이지리아 국가대표팀에서 왼쪽 미드필더 또는 공격수로 활약하고 있다.

## 구단 경력

### 헨트
올라잉카는 KAA 헨트와 110만 유로에 3년 계약을 맺었고, 2016년 7월 1. 체스카 포트발로바 리가 팀인 두클라 프라하에 1년 임대로 합류했다.

### 슬라비아 프라하
2018년 7월 21일, 슬라비아 프라하는 올라잉카와 €3,200,000에 4년 계약을 체결했다.

### 즈베즈다
2023년 1월 9일 저녁, FK 츠르베나 즈베즈다와 올라잉카는 이적에 합의하였고, 이 이적은 피터와 슬라비아 프라하의 계약이 종료된 후에 활성화될 것이다.

## 국가대표팀 경력
그의 재능 때문에, 알바니아 축구 협회는 올라잉카를 알바니아 국가대표팀에서 뛰는 첫 번째 아프리카 선수로 만들기 위해 수많은 시도를 했다. 그 당시 올라잉카 자신은 알바니아 여권을 받으면 알바니아에서 뛸 의향이 있다고 말했다. 그러나 2019년 9월, 그는 나이지리아와 브라질의 국제 친선 경기에 지명되었다. 2019년 이후로 그는 나이지리아 국가대표팀에서 4번 출전했다.

## 사생활
2021년 3월 나이지리아의 모델 예툰데 바나바스와 결혼식을 올렸다.